# القمر
القمر هو القمر الطبيعي الوحيد للأرض بالإضافة إلى أنه خامس أكبر قمرٍ طبيعيٍ في المجموعة الشمسية. فهو يُعَدُ أكبر قمرٍ طبيعيٍ في المجموعة الشمسية من ناحية نسبة حجمه إلى كوكبه التابع له، حيث أن قطره يصل إلى ربع قطر الأرض، كما أن كتلته تصل إلى 1 على 81 من كتلة الأرض، هذا بالإضافة إلى أنه يُعَدُ ثاني أعلى قمرٍ من ناحية الكثافة بعد قمر إيو. هذا ويتسم القمر الأرضي حركته التزامنية مع كوكبه (الأرض)، عارضاً دائماً الوجه نفسه؛ حيث يتميز الجانب القريب بمنطقةٍ بركانيةٍ منخفضةٍ مظلمةٍ، والتي تقع فيما بين مرتفعات القشرة الأرضية القديمة البراقة والفوهات الصدمية الشاهقة. كما يُلاحظ أن القمر الأرضي هو أكثر جسمٍ لامعٍ في السماء ليلاً، وعموماً هو الجسم الأكثر لمعاناً بعد الشمس، وهذا على الرغم من أن سطحه معتم جداً، حيث أن له انعكاساً مماثلاً للفحم. كان بروز القمر في السماء المظلمة ليلاً، ودورته المنتظمة الأطوار (المراحل) قد جعل له على مر العصور القديمة تأثيراً ثقافياً هاماً على كلٍ من اللغة، التقويم القمري، الفنون، والأساطير القديمة، المتمثلة في آلهة القمر والتي منها عبر الحضارات: «خونسو» في الديانة المصرية القديمة، «تشانغ» في الحضارة الصينية وكذلك «ماما قيلا» في حضارة الإنكا. ومن السمات الكامنة للقمر كذلك، تأثير جاذبيته التي تسفر عن وقوع عمليتي مد وجزر المحيطات وإطالة الدقيقة (نتيجة تسارع المد والجزر) لليوم. مع ملاحظة أن المسافة المدارية الحالية للقمر، والتي تُقَدَرُ بثلاثين مرةٍ قدر قطر الكرة الأرضية، تتسبب في أن يبدو القمر أغلب الوقت بنفس حجمه دون تغيير في السماء كما هو الحال مع الشمس، مما يسمح له (القمر) بأن يغطي الشمس بصورةٍ شبه تامةٍ في ظاهرة الكسوف الكلي للشمس.
ويُعَدُ القمر الجرم السماوي الوحيد الذي هبط عليه البشر بأقدامهم. حيث أنه على الرغم من أن برنامج لونا التابع للاتحاد السوفيتي كان الأول من نوعه لينجح في الوصول إلى سطح القمر بواسطة مركبةٍ فضائيةٍ غير مأهولة برواد الفضاء في عام 1959، إلا أن برنامج أبولو التابع لوكالة ناسا الأمريكية استطاع تحقيق إنجاز السفر بالبعثات البشرية الوحيدة، والتي بدأت بأول بعثةٍ بشريةٍ مداريةٍ حول القمر هي بعثة أبولو 8 في عام 1968، والتي تبعها ستة رحلاتٍ بشريةٍ إلى القمر فيما بين عاميّ 1969 و1972 – والتي كانت الأولى منها هي رحلة أبولو 11 في عام 1969. هذا وقد جلبت تلك الرحلات في طريق عودتها نحو 380 كيلوغراماً من الصخور القمرية، والتي استُخْدِمَت بعد ذلك في تطوير التفهم الجيولوجي المفصل لأصول نشأة القمر (والذي ساد المعتقد أن أصول نشأته وتكوينه ترجع إلى 4.5 مليارات سنة وذلك في إطار فرضية الاصطدام العملاق والتي شملت في إطارها تكون كوكب الأرض)، وكذلك في فهم تكوين البنية الداخلية للقمر، وكذلك جيولوجيا القمر.
إلا أن بعد نجاح مهمة رحلة أبولو 17 في عام 1972، لم تزر القمر سوى مركباتٍ فضائيةٍ غير مأهولةٍ برواد الفضاء، والتي كانت في الأغلب عرباتٍ فضائيةٍ أمريكية تابعة لناسا وسوفيتية تابعةٍ لبرنامج لونوخود. هذا ومنذ عام 2004، أرسلت كلٌ من الولايات المتحدة الأمريكية، اليابان، الصين، الهند، ووكالة الفضاء الأوروبية سفناً فضائيةً لمدار القمر. حيث ساهمت تلك السفن الفضائية جميعها في تأكيد اكتشاف وجود ثلوجٍ مائيةٍ قمريةٍ في الحفر دائمة الظل في مناطق الحدود والأعمدة داخل القشرة السطحية لصخور القمر. هذا وتم التخطيط لبعثاتٍ بشريةٍ مستقبليةٍ إلى القمر، إلا أنه لم يوضع أيٍ منها قيد التنفيذ بعد، حيث أن القمر يظل، وفقاً لبنود معاهدة الفضاء الخارجي، متاحاً بصورةٍ مجانيةٍ لجميع الأمم لاستكشافه للأغراض السلمية.

## نشوء القمر

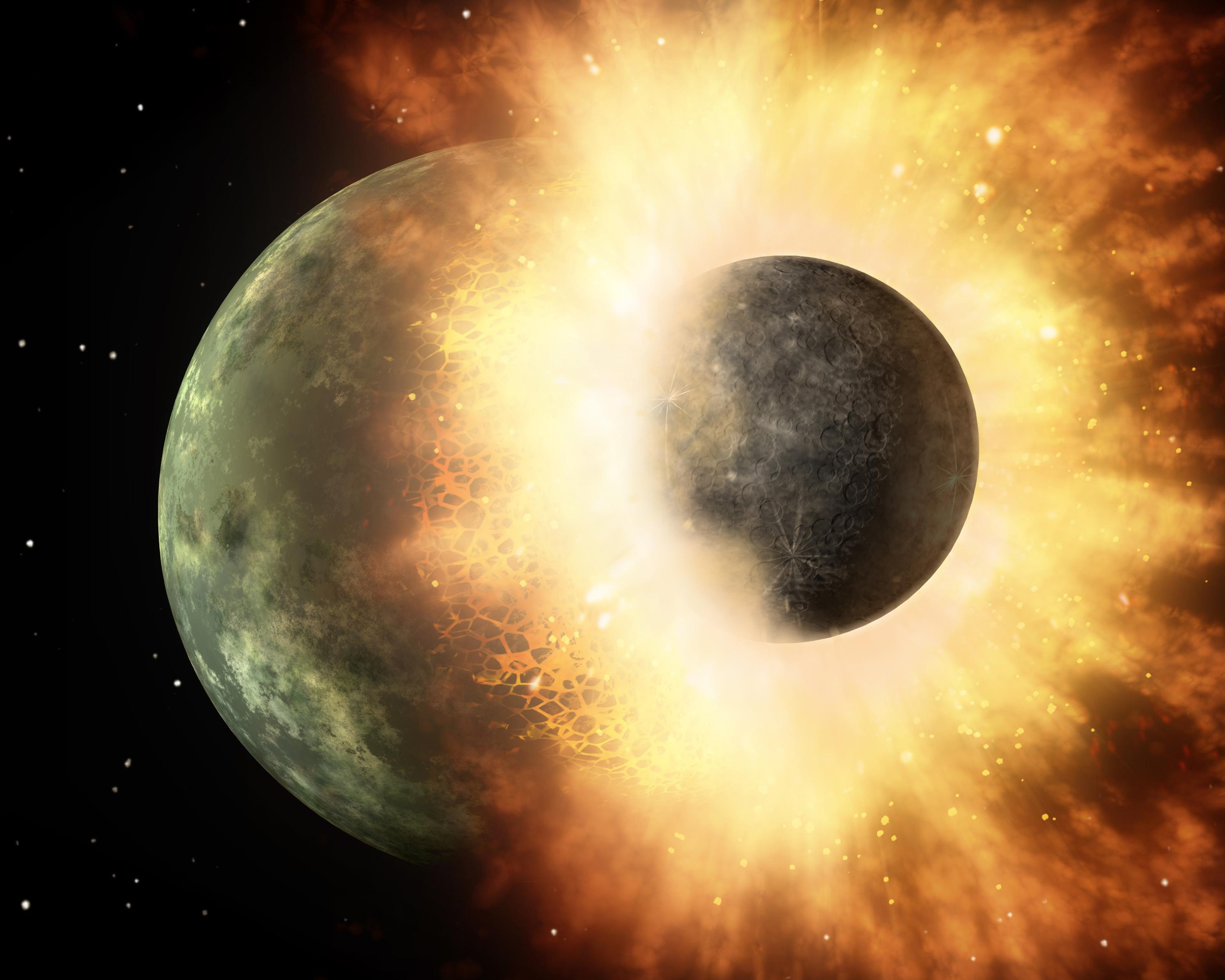
تخيل للاصطدام العملاق التي يعتقد أنه شكّل القمر.

اقترحت عدة نظريات لتفسير تشكل القمر قبل 4.527 ± 0.010 مليار سنة، إحدى الفرضيات تفرض بأن القمر انشطر من القشرة الأرضية بسبب القوة الطاردة المركزية، خلال فترة امتدت بين 30 و50 مليون سنة من تشكل المجموعة الشمسية، والذي يتطلب دوران ذاتي، كبير للأرض وقد نجحت الجاذبية في وضع القمر المتشكل في مسار حولها والذي سيتطلب بدوره توسع كبير للغلاف الجوي الأرضي لتبديد الطاقة الناتجة عن ابتعاد القمر ومرروه، ليعاد تشكيل القمر والأرض ضمن القرص المزود الأساسي. وهذا لا يستطيع تفسير استنزاف الحديد من القمر. كما لا تستطيع هذه الفرضية تفسير الزخم الزاوي الكبير لنظام الأرض-قمر.
إحدى أكثر الفرضيات قبولاً في الوسط العلمي حالياً لتفسير تشكل مجموعة الأرض-قمر هي فرضية الاصطدام العملاق بحيث تفرض أن جرم بحجم المريخ يسمى ثيا اصطدم بالأرض المتشكلة حديثاً. أما المواد المتصاعدة نتيجة هذا الانفجار قد تراكمت مشكلة القمر. ويعتقد أن الاصطدامات العملاقة كانت أمر شائع في بدايات النظام الشمسي. وقد أظهرت نماذج المحاكاة الحاسوبية بأن هذه الفرضية تتفق مع قياسات الزخم الزاوي بين الأرض والقمر وتفسر صغر نواة القمر. كما تظهر أن معظم مكونات القمر قد جاءت من الاصطدام ولم تتشكل من الأرض البدائية. تظهر الأحجار النيزكية بأن الأجرام الأخرى في النظام الشمسي القريب كالمريخ وفيستا لها تركيب مختلف من نظائر الأكسجين والتنغستين مما هو على الأرض. بينما يظهر مشابه ما بين النظائر على القمر والأرض. مما يدل على أنه بعد الاصطدام قد امتزجت الأبخرة المعدنية المتصاعدة ما بين القمر والأرض البدائيتين أدتا إلى تجانس هذه النظائر فيما بينهما.
وقد أدى تحرر الطاقة الهائلة ما بعد الاصطدام ضمن مجال المدار الأرضي إلى انصهار القشرة الخارجية من الأرض مشكلة محيط الصهارة. وكذلك حدث أمر مماثل للقمر بتشكل محيط صهارة قمري.

## الخصائص الفيزيائية

### التركيب الداخلي

صورة تظهر التركيب الداخليّ للقمر: اللون الأصفر الفاقع هو النواة الداخلية، والغامق هو النواة الخارجية، والأزرق الفاتح هو الدثار الأولي، والغامق هو الدثار المستنزف، والرمادي هو القشرة.

يعتبر القمر جرم متباين، إذ يتألف التركيب الجيوكيميائي من نواة ودثار وقشرة متمايزة. ويعتقد أن هذا التركيب قد تطور من جراء التبلور التجزيئي لمحيط صهارة القمر، بعد وقت قصير من تشكل القمر قبل 4.5 مليارات سنة.
أدت عملية التبلور إلى تشكل معدن قاتم نتيجة ترسيب مركبات معدنية مثل الأوليفين والبيروكسين بعد أن تبلور ثلاث أرباع محيط الصهارة القمري. كما يمكن أن تتشكل وتطفو طبقة ذات كثافة منخفضة من البلاغيوكلاس في أعلى القشرة القمرية.
أما آخر السوائل المتبلورة فسوف تنحصر ما بين القشرة والدثار، مشكلةً مركبات غير متجانسة وعناصر مُنتجة عند درجات حرارة عالية.
وهذا يتناسق مع التخطيط الرإداري لقشرة المركبة التي تمت من خلال المركبات المدارية، والتي أظهرت أن معظم تركيب القشرة هو الآنورثوسايت. كما أظهرت العينات المأخوذة من الصخور القمرية ذات المنشأ البركاني الناشئة نتيجة تجمد الصهارة المتدفقة، من أن هذه الصخور غنية بالحديد. وهذا يدل على غنى القمر بالحديد ومن خلال الدراسة يتوقع أنه ذو تركيب حديد أغنى مما هو عليه في الأرض.
يقترح الجيولوجيون من أن متوسط سمك القشرة القمرية حوالي 50 كم.
يعتبر القمر ثاني أكثف قمر طبيعي في المجموعة الشمسية بعد قمر المشتري إيو. ومع ذلك نواة القمر صغيرة بنصف قطر تقريبي 350 كم، وهو ما يشكل تقريباً 20% من حجم هذا الجرم. بينما تشكل نواة الأجرام الصخرية حوالي 50% من حجم هذه الأجرام. ولم يتم تحديد تركيبها بشكل دقيق، لكن يعتقد أنها مكونة من خلائظ حديدية تحوي كميات قليلة من الكبريت والنيكل. وقد تبين من خلال تحليل تغيرات وقت دوران القمر من أن جزء على الأقل من هذه النواة على شكل صهارة.

### جيولوجيا السطح
القمر هو جسم متزامن الدوران، فهو يَدور حول محوره مرة واحدة خلال نفس المدة التي يُكمل فيها دورة واحدة حول الأرض. ويَتسبب هذا بأن القمر يُعطي دائماً للأرض نفس الوجه تقريباً. وقد كان القمر يَدور حول نفسه بمعدل أسرع في البداية عند تكونه، لكن دورانه تباطئ وأصبح مقيداً جذبياً كنتيجة لتأثيرات الاحتكاك المترافقة مع تأثير قوة المد والجزر من الأرض. يُسمى وجه القمر الذي يُواجه الأرض دائماً بالجانب القريب، بينما يُسمى وجهه الآخر الجانب البعيد. وكثيراً أيضاً ما يُطلق على الجانب البعيد اسم «الجانب المظلم»، لكن أشعة الشمس تضيؤه في الحقيقة بقدر ما تضيء الجانب القريب، فهو يُصبح بدراً مرة كل يوم قمري عندما يَكون الراصد على الأرض يَرى الجانب القريب محاقاً.
تم قياس طوبوغرافية القمر باستخدام الليدار والتصوير ثلاثي الأبعاد. وأهم التضاريس الطوبوغرافية الموجودة عليه هي حوض أيتكين العملاق الواقع في القطب الجنوبي من جانب القمر البعيد، والذي يَبلغ قطره ما يُقارب 2.240 كيلومتر، وهو بهذا أكبر فوهة على القمر وأكبر فوهة معروفة في النظام الشمسي كله. أما قاعها فهو أخفض أرض على القمر بعمق يَبلغ 13 كيلومتراً. وتوجد أعلى أراضي القمر فقط في الشمال الشرقي، وقد كان يُعتقد أن هذه المنطقة أصبحت أكثر ارتفاعاً بسبب الشكل المنحرف لفوهة اصطدام القطب الجنوبي (أتكين). تملك أحواض اصطدامية أخرى أيضاً مثل بحر الأمطار والصفاء والشدائد وسميث والبحر الشرقي ارتفاعات عالية بالنسبة لمناطقها وحوافاً عالية أيضاً. إن متوسط ارتفاع الجانب القمري البعيد أعلى بحوالي 1.9 كم من الجانب القريب.

### التضاريس البركانية

صورة من ناسا تظهر طوبوغرافيا القمر.

تسمّى السهول القمرية المظلمة والمنبسطة نسبياً التي يُمكن رؤيتها بوضوح بالعين المجرّدة على سطح القمر «بالبحار القمرية»، وذلك بما أن الفلكيين القدماء كانوا يَعتقدون أنها مملوءة بالمياه. لكن الفلكيين يَعرفون اليوم أن هذه المعالم هي عبارة عن سهول متصلبة ضخمة تكوّنت من حمم بازلتية قديمة. ومع أنها مشابهة للبازلت على الأرض، إلا أنها أكثر غناً إلى حد بعيد بالحديد وتفتقر تماماً إلى المعادن الداخل بتركيبها الماء. معظم الحمم التي كوّنت البحار القمرية ثارت أو تدفقت إلى منخفضات كانت قد خلفتها اصطدامات قديمة، وتوجد العديد من البراكين الدرعية والقبب البركانية في بحار الجانب القريب تمثل آثاراً لما سبب تلك التدفقات.
البحار القمرية ليست موجودة تقريباً إلا في جانب القمر القريب، فهي تغطي 31% من سطحه، وبالمقابل فإنه لا توجد على الجانب البعيد سوى بعض البقع الصغيرة المتبعثرة تشكل 2% من سطحه فقط. ويُعتقد أن هذا نتيجة لتركيز العناصر المُنتجة للحرارة تحت قشرة الجانب القريب، كما يَظهر في الخرائط الجيوكيمائية التي حصل عليها مسبار المنقب القمري باستخدام مطياف أشعة غاما، وربما تسبب هذا بارتفاع درجة حرارة الدثار الواقع تحت القشرة وبصهره جزئياً مما جعله يَرتفع إلى السطح ويَثور. معظم بحار القمر البازلتية ثارت خلال العصر الإمبريّ الذي امتد من 3 إلى 3.5 مليارات سنة، مع أن بعض العيّنات المؤرخة بالقياس الإشعاعي عُمرها يَعود إلى 4.2 مليار سنة، بينما يَبدو أن عُمر أحدث الانبعاثات المؤرخة بإحصاء الفوهات هو 1.2 مليار سنة فقط.
المناطق الملوّنة الأقل كثافة من سطح القمر تسمى «الهضبات القمرية»، بما أنها أكثر ارتفاعاً من معظم البحار القمرية. توصلت القياسات الإشعاعية إلى أن عُمر هذه المناطق هو 4.4 مليارات سنة، وربما تمثل هذه الأراضي صخوراً متبلورة (تكونت من تراكم بلورات الصهارة) لأحافير سيليكاتية من محيط الصهارة القمري. بالمقارنة مع الأرض، لا توجد جبال قمرية ضخمة يُعتقد أنها تكونت نتيجة لحركة الصفائح التكتونية.

### الفوهات الصدمية

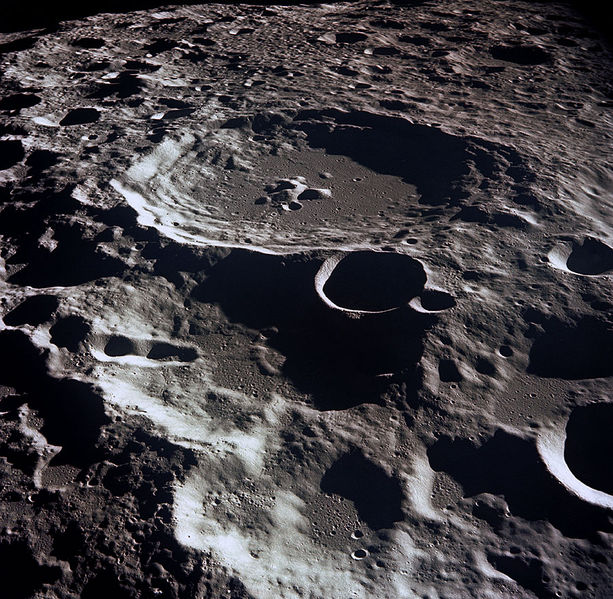
الفوهة القمر "ديدالوس" على جانب القمر البعيد.

الظاهرة الجيولوجية الكبيرة الأخرى التي تؤثر على سطح القمر هي الاصطدامات، التي تخلف الفوهات عندما يَصطدم كويكب أو مذنب بسطح القمر. يُقدر أن هناك 300,000 فوهة تقريباً قطرها أعلى من كيلومتر واحد على جانب القمر القريب وحده، بعضها مسماة نسبة إلى أكادميين وعلماء وفنانين ومستكشفين. إن الخط الزمني الجيولوجي للقمر مبنيّ على أبرز الاصطدامات التي حدثت في تاريخه، بما في ذلك النكتاريات والإمبريوميات والأوريينتيلات، وهي بنى تتميز بتألفها مع حلقات متعددة، قطرها نموذجياً يَتراوح من مئات إلى آلاف الكيلومترات ويَترافق معها مئزر عريض من ترسبات المقذوفات. إن افتقار القمر إلى غلاف جوي وطقس ونشاط جيولوجي حديث يَعني أن جميع هذه الفوهات محفوظة جيداً. ومع أنه تم تأريخ القليل فقط من الأحواض متعددة الحلقات بدقة حتى الآن، فإنها مفيدة في تحديد الأعمار النسبية للمناطق. فبما أن الفوهات الصدمية تراكمت بمعدل ثابت تقريباً، فحساب عددها في كل وحدة مساحة يُمكن أن يُستخدم لتقدير عُمر المنطقة. تم قياس الأعمار الإشعاعية للصخور التي ذابت عند حدوث الاصطدامات (بسبب الحرارة التي ولدتها) بواسطة مراكب أبولو في سبعينيات القرن العشرين، وقد تم التوصل إلى أن أعمارها تتراوح من 3.8 إلى 4.1 مليارات سنة، واستخدم هذا الدليل لاحقاً لافتراض نظرية حقبة القصف الثقيل المتأخر من الاصطدامات.

### وجود الماء
لا يمكن أن يتواجد الماء في الحالة السائلة على سطح القمر، كما أن بخار الماء سرعان ما يتعرض لعملية الانحلال الضوئي بسبب أشعة الشمس وسرعان ما يضيع في الفضاء. يعتقد العلماء منذ سنة 1960 أن الماء موجود بشكل جليد ضمن الفوهات الصدمية النيزكية، أو يمكن أن ينتج بتفاعل الأكسجين الموجود في الصخور القمرية الغنية به مع الهيدروجين بواسطة الرياح الشمسية. وهذا الماء المتكون أو القادم مع النيازك يمكن أن يحافظ على بقاءه بشكل جليدي في الفوهات المعتمة في القطب، فهذه الفوهات ما زالت في العتمة منذ أكثر من ملياريّ سنة. أظهرت المحاكاة بواسطة الحاسوب أنه يمكن أن يتواجد ما يزيد عن 14000 كم2 من الجليد في هذه المناطق المظلمة.
وجدت العديد من المناطق التي يعتقد وجود الجليد فيها. فمن خلال استخدام تجربة تقنية الرادار المزدوج للمسبار كليمنتين، وجد سنة 1994 بقعة صغيرة من الجليد قرب السطح (فيما بعد حددت هذه البقعة بواسطة مقراب أرسيبو الكاشوفي على أنها مقذوفات صخرية ناتجة عن فوهة صدمية حديثة). كما نجح المسبار لونار بروسبكتر سنة 1998 في تحديد وجود كميات عالية من الهيدروجين في الأمتار الأولى من الحطام الصخري قرب المنطقة القطبية. وفي تحليل جديد سنة 2008 لعينات من الصخور البركانية والتي أحضرت إلى الأرض بواسطة المركبة أبولو 15 وجود كميات قليلة من الماء ضمنها.
ووجدت في الصور الطيفية للمسبار شاندرايان 1 كميات من الماء والهيدروكسيل منعكسة في ضوء الشمس، وهي دلالة على وجود كميات كبيرة من الماء، حيث كانت كميات المياه في الأشعة تصل إلى جزئ في 1000 مليون. وبعد بضع أسابيع، أصطدم إلكروس في فوهة مظلمة بشكل دائم ونجح في اكتشاف كميات من الجليد يصل تقديرها إلى 100 كغ.

### الجاذبية والحقل المغناطيسي

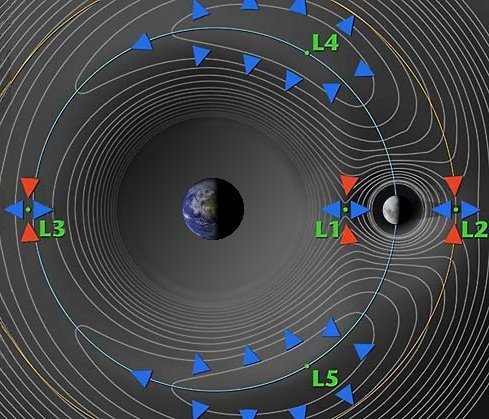
رسم يُظهر النقاط اللاغرانجية في مدار القمر.

تم قياس قوة مجال القمر المغناطيسي بواسطة دراسة تأثير دوبلر بإرسال موجات راديوية من المراكب الفضائية التي تحلق في مدار حول القمر ثم تحليلها بعد أن ترتد مُجدداً إلى المركبة. من الآثار الرئيسية التي تخلفها جاذبية القمر مناطق تسمى الماسكونات، وهي عبارة عن مناطق من قشرة القمر تخضع لتأثير الجاذبية بأكثر مما تتوقعه النماذج النظرية (شذوذ الجاذبية)، وهذا يَحدث في بعض الأحواض التي تخلفها الاصطدامات، وتسببه جزئياً تدفقات حمم البحار البازلتية الكثيفة التي تسقط في هذه الأحواض. تؤثر الماسكونات بشكل ضخم على مدارات المراكب الفضائية حول القمر. لكن هناك بعض الأمور غير المفهومة حول هذه المعالم القمرية، فتدفقات الحمم وحدها لا يُمكنها تفسير كل هذا الشذوذ الجذبي، وعلاوة على هذا فإن بعض الماسكونات الموجودة ليست مرتبطة بحمم البحار القمرية.
يَملك القمر مجالاً مغناطيسياً خارجياً تتراوح قوته من واحدة إلى آلاف النانوتسلات، وهذا أقل من 1% من قوة مجال الأرض. لا يَملك القمر حالياً مجالاً كاملاً ثنائي القطبية، لأن هذا يَتطلب وجود نواة معدنية سائلة في باطنه لتوليده، ولذا فإنه يَملك مغناطيسية قشرية فقط (من قشرته)، لكن ربما كان يَملك القمر في وقت ما في تاريخه مجالاً ثنائي القطبية عندما كانت نواته لا تزال سائلة بعد تكونه. من المحتمل أن بعض بقايا مغناطيسية القمر ما زالت تولد مجالات مغناطيسية لفترات قصيرة عابرة عند حدوث اصطدامات كبيرة على سطحه، وذلك خلال تمدد سحابة البلازما التي ولدها الاصطدام التي يَترافق معها وُجود مجال مغناطيسي حولها، وهذا يَتأثر أيضاً بالموقع الظاهري لأكبر التمغنطات القشرية على السطح والتي تقع قرب القطب المضاد (الجهة المقابلة من سطح القمر) لأحواض الاصطدام العملاقة.

### الغلاف الجوي
يَملك القمر غلافاً جوياً رقيقاً للغاية إلى حد أنه معدوم تقريباً، حيث أن إجمالي كتلته تبلغ أقل من 10 أطنان. والضغط السطحي الذي تولد هذه الكتلة الصغيرة هو حوالي 3×10−15 ض.ج (0.3 با)، لكنها تختلف حسب اليوم القمري. تتضمن مصادر غازات الغلاف الجوي ظاهرتي التغزية والفرقعة، عندما تتصاعد إلى الجو غازات كانت محتبسة على السطح (التغزية) أو تتحرر ذرات من مادة ما من التربة القمرية نتيجة لاصطدام جسميات الرياح الشمسية المشحونة بها (الفرقعة). ومن ضمن العناصر التي عُثر عليها في جو القمر الصوديوم والبوتاسيوم، وهي ناتجة عن عملية الفرقعة، وهي موجودة أيضاً في جوّي عطارد وآيو: الهيليوم-4 من الرياح الشمسية، والآرغون-40 والرادون-222 والبولونيوم-210 من التغزية بعد تكونهم بواسطة الانحلال الإشعاعي داخل القشرة والدثار. لكن غياب بعض الذرات والمركبات الطبيعية في الجو بينما هي موجودة في طبقة الريغولث (أي حطام صخري) مثل الأوكسجين والنيتروجين والكربون والهيدروجين والمغنيسيوم هو أمر غير مفهوم. كشفت مركبة شاندرايان-1 وُجود بخار الماء أيضاً في الجوّ القمري، والذي وَجدت أن مقداره يَختلف حسب دائرة العرض، مع مقدار أقصى يَبلغ ما يَتراوح من 60 إلى 70 درجة تقريباً، ومن المُحتمل أنه تكون من تسامي جليد الماء في الريغولث. ويُمكن إما أن يَعود هذا الغاز إلى الريغولث مُجدداً نتيجة لجاذبية القمر، أو أن يُفلت منها ويَنقذف إلى الفضاء الخارجي، وذلك يُمكن أن يَكون نتيجة لضغط الأشعة الشمسية أو لتأين جسيمات بخار الماء.

### الفصول
يبلغ الانحراف المحوري لمحور القمر 1.54° فقط. وهو أقل بحوالي 23.44° من ميلان محور الأرض. ونتيجة هذا الانحراف القليل فإن التفاوت في الضياء الشمسي أقل مما هو على الأرض. كما تلعب التغيرات الطبوغرافية دوراً هاماً في التغيرات الفصلية. وتظهر الصور الملتقطة سنة 1994 بواسطة المسبار كليمنتين بأن هناك أربع مناطق جبلية على حافة فوهة بياري في منطقة القطب الشمالي تبقى مضاءة طوال اليوم القمري. وتبقى في حالة ذروة ضوئية دائمة. ولا توجد مناطق مشابه في القطب الجنوبي للقمر، بل على العكس توجد مناطق تبقى دائماً في حالة ظلمة مثل قيعان الفوهات الصدمية، وبطبيعة الحال تكون درجة الحرارة منخفضة بشكل كبير في هذه المناطق. وقد قاس مستكشف القمر المداري أقل درجة حرارة في فصل الصيف القمري ضمن هذه الفوهات الجنوبية ليجد أنها تصل إلى 35 كلفن. وتبلغ درجة الحرارة في فوهة هيرميت الواقعة بالقرب من القطب الشمالي عند الانقلاب الشتوي 26 كلفن. وهي أقل درجة حرارة قيست بمركبة فضائية ضمن النظام الشمسي على الأطلاق. حتى أنه أقل من درجة حرارة سطح بلوتو.

## العلاقة مع الأرض

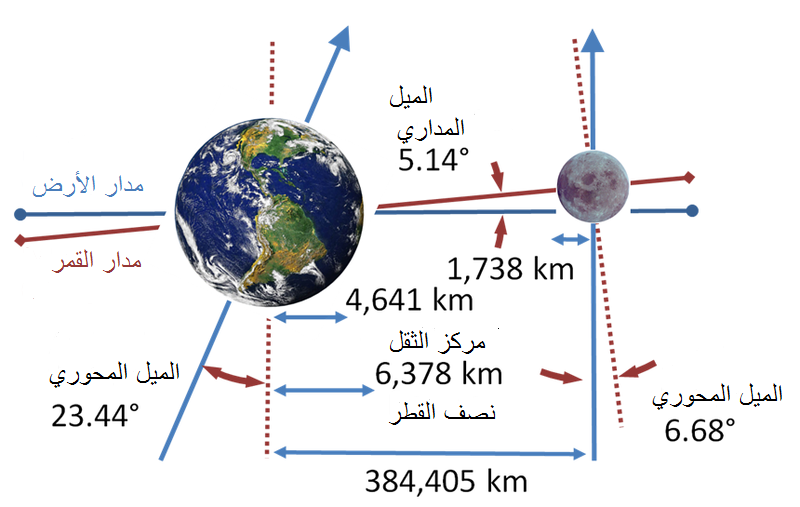
رسم يُظهر ميلان كل من الأرض والقمر، والذي يُسبب وجود الفصول عليهما.

### المدار
يقوم القمر بدورة واحدة حول الأرض كل 27.3 يوم مقاسةً بالنسبة إلى النجوم الثابتة في السماء.وفي نفس الوقت تدور الأرض حول الشمس مما يجعل عودة القمر إلى طوره الذي يظهر منه من الأرض يستغرق وقت أطول وهو 29.5 يوم. وبشكل مخالف لباقي أقمار بقية الكواكب، يقع مدار القمر بشكل أقرب لمسار الشمس من خط استواء الكوكب الرئيسي. كما يتشوش مدار القمر بتأثير كل من الأرض والشمس بعدة طرق وبشكل معقد. فعلى سبيل المثال: الحركة المدارية للقمر هي حركة بدارية مما تؤثر على الجوانب الأخرى لحركة القمر. ويعبر عن هذا التتابع التأثيري الحركي رياضياً بقوانين كاسيني.

### الحجم النسبي

مقارنة لأحجام كل من الأرض وقمر المشتري كاليستو والقمر.

يعتبر القمر ذو حجم كبير بالنسبة لكونه تابع للأرض. فالبنسبة للحجم فقطره يساوي ربع قطر الأرض. وبالنسبة للكتلة فهو يساوي 1/81 من كتلة الأرض. ليكون القمر أكبر قمر طبيعي نسبةً لكوكبه في المجموعة الشمسية، على الرغم من أن شارون قمر بلوتو هو الأكبر نسبياً لكنه يعتبر تابع لكوكب قزم.
لا يدور القمر حول مركز ثقل الأرض تماماً ولكنه يدور حول نقطة مركز ثقل النظام كله، وهي تبعد حوالي 1700 كم عن سطح الأرض (حوالي ربع نصف قطر الأرض).

### الرؤية من الأرض
للقمر بياض منخفض بشكل كبير، لتكون انعكاسيته مساوية لإنعكاسية الفحم. وعلى الرغم من ذلك فهو ثاني جرم إضاء في سماء الأرض بعد الشمس. فيبلغ القدر الظاهري للشمس −26.7 بينما يبلغ القدر الظاهري للقمر في حالة البدر −12.7. ويرجع هذا جزئياً بسبب تحسين السطوع بفعل التأثير العكسي،فيكون سطوع القمر عندما يكون في الطور الربعي (يظهر ربع القمر) 1/10 فقط عوضاً على أن تكون سطوعه نصف سطوع في وضع حالة البدر. بالإضافة إلى أن الثبات اللوني في النظام البصري يتدرج حسب العلاقة بين لون الجسم والوسط المحيط. وبما أن الوسط المحيط هو وسط مظلم نسبياً، فإن إضاءة الشمس لسطح القمر تظهر القمر على أنه جسم مضئ. وتظهر أطراف القمر بنفس سطوع مركزه، بدون سواد الأطراف بسبب الخصائص الانعكاسية للتربة القمرية، والتي تشع ضوء باتجاه الشمس أكثر مما تشعه في أي اتجاه آخر. يبدو القمر أكبر عندما يكون قريباً من خط الأفق، لكن هذا بسبب تأثيرات نفسية معروفة باسم الوهم القمري والذي وصف لأول مرة في القرن السابع قبل الميلاد.
يختلف أعلى ارتفاع للقمر في السماء، فيتغير تبعاً لطور القمر والتغيرات الفصلية السنوية. ويكون أكثر ارتفاع للقمر خلال الشتاء. كما أن النقطة القمرية ذات الدور 18.6 سنة لها تأثير أيضاً، عندما تكون نقطة الاعتدال في الاعتدالان فإن الانحراف يمكن أن يصل إلى 28 درجة كل شهر. ويعني هذا أن القمر يظهر على ارتفاع 28 درجة فوق خط الاستواء عوضاً عن 18 درجة في الأحوال العادية. كما يعتمد اتجاه الهلال على خط العرض الذي يتم رصد القمر منه.
تتغير المسافة بين الأرض والقمر تقريبا من 356,400 كم عند الحضيض إلى 406,700 كم عند الأوج، (الأقرب والأبعد على التوالي). في 14 نوفمبر 2016 كان القمر أقرب إلى الأرض عند البدر بنسبة 14% مقارنة بأبعد نقطة له في الأوج، الشيء الذي لم يحصل منذ سنة 1948م. تعرف هذه الحالة باسم «القمر العملاق». تزامنت لحظة أقرب نقطة مع وقت البدر، وكانت شدة السطوع أكبر بـ 30% بالمقارنة مع أبعد نقطة، بسبب القطر الزاوي الذي أصبح أكبر بـ 14% لأن {\displaystyle 1.14^{2}\simeq 1.30}

تحدَد النسبة المئوية لانخفاض السطوع التي تظهر للملاحظ بالعلاقة التالية:

{\displaystyle perceived\ reduction\%=100\ {\sqrt {\frac {actual\ reduction\%}{100}}}}
بحيث الانخفاض الفعلي هو 1.00/1.30 أي 0.770 تقريبا، والانخفاض الظاهري هو 1.00 / 1.14 أي حوالي 0.877، هذا يعطي حوالي 14% كنسبة تكبير ظاهرية بين الأوج والحضيض بالنسبة لنفس الطور.

كان هناك جدل تاريخي حول فيما إذا ملامح القمر تتغير بمرور الوقت. وقد ثبت اليوم ان تلك الملاحظات هي وهمية نتيجة اختلاف الإضاءة أثناء رصد قمر وسوء الرؤية الفلكية والرسومات غير الواضحة. يأثر ظهور القمر مثل الشمس على الغلاف الجوي الأرضي، إحدى التأثيرات الشائعة هو تشكل هالة ضوئية عندما ينعكس ضوء القمر على بلورات الجليد المتواجدة في سحب السمحاق وتظهر حلقات إكليلية عندما يُنظر إلى القمر من خلال سحب رقيقة.

### الخسوف والكسوف
يحدث الكسوف/الخسوف عندما يكون كل من الأرض والقمر والشمس على نفس الخط. يحدث كسوف الشمس بالقرب من القمر الجديد أي عندما يقع القمر بين الأرض والشمس. بينما يحدث خسوف القمر عندما يكون القمر بدر، أي عندما تكون الأرض بين الشمس والقمر. تتداخل الرؤية من الأرض مع أنواع الخسوف/كسوف حسب القطر الزاوي، لذلك يمكن أن يحدث خسوف/كسوف كلي أو حلقي. يغطي القمر قرص الشمس بالكامل في الكسوف الكلي وتصبح هالة الشمس مرئية بالعين المجردة. قبل مئات ملايين السنين كان الكسوف الحلقي مستحيل، لأن المسافة بين الأرض والقمر تزداد قليلاً بمرور الوقت، وبالتالي فإن القطر الزاوي يتناقص مع الوقت، وبالتالي فإن القمر سيغطي قرص الشمس بالكامل وكذلك الأمر بعد 600 مليون سنة من الآن فإن القمر لن يغطي الشمس طويلاً، فلن يحدث إلا كسوف حلقي.
وبما أن القمر يميل 5 درجات على مدار الأرض حول الشمس فإن الكسوف/خسوف لا يحدث كل قمر جديد أو بدر، ولكي يحدث الكسوف/خسوف يجب أن يكون القمر قرب تقاطع مستويي المدارين. وتصف دورية وتكرار الخسوف/كسوف بدورة الكسوف/خسوف بفترة تصل تقريباً إلى 18 سنة.
بما أن القمر يحجب رؤيتنا في السماء بمقدار نصف درجة على نطاق دائري، فإن يقوم بظاهرة الاحتجاب عندما يمر نجم مشع بالقرب منه فإنه يُحتجب عن الرؤية. بالتالي فإن كسوف الشمس هو عبارة عن احتجاب للشمس. بما أن القمر قريب من الأرض، فإن احتجاب نجم ما لا يكون ظاهر في كل أنحاء الأرض، ولا في نفس الوقت. تًحجب في كل سنة نجوم مختلفة عن السنة التي سبقتها بسبب الحركة المداورة للقمر.

### تأثير المد والجزر
الغالبية العظمى من تأثيرات المد والجزر هي بفعل تدرج شدة جاذبية القمر من أحد جانبي الأرض نحو الجانب الآخر، تدعى قوة المد والجزر. يشكل هذا نتوئين مدّيين على الأرض، وغالبا ما يمكن ملاحظتهما بوضوح في ارتفاع مستوى البحار كما في المحيطات. لما كانت الأرض تدور حول محورها بمعدل 27 مرة أسرع من دوران القمر حولها، فإن هذه النتوءات تنجر مع سطح الكرة الأرضية بشكل أسرع من حركة القمر حولها، دائرة حول الأرض مرة كل يوم تغزل فيه الأرض حول محورها. يتعاظم المد والجزر في المحيطات بسبب تأثيرات أخرى: الاحتكاك الناجم عن ارتباط الماء مع دوران الأرض عبر أرضية المحيطات، عزم القصور الذاتي لحركة المياه، أحواض المحيطات التي تضمحل بالقرب من اليابسة، والتذبذبات بين أحواض المحيطات المختلفة. جاذبية الشمس للأرض لها تأثيرها أيضا وتمثل حوالى نصف تأثير جاذبية القمر (بالرغم من أن جاذبية الشمس أعلى من جاذبية القمر عند الأرض)، وبالتالي فإن تفاعلهما الثقالي هو المسؤول عن التغيرات الموسمية المعروفة بالمد والجزر المحاقي والربيعي.

ميسان القمر خلال شهر قمري واحد.

يعمل الترابط الثقالي بين القمر والنتوء الأقرب للقمر كعزم يؤثر على دوران الأرض، مستنزفاً الزخم الزاوي طاقة الحركة الدورانية من دورة الأرض المغزلية. هذا ويعمل على إضافة الزخم الزاوي إلى مدار القمر، بحيث يزيد من سرعته، الأمر الذي يرفع القمر إلى مدار أعلى وبزمن دوري أطول. نتيجة لذلك، تزداد المسافة الفاصلة بين القمر والأرض، في حين تتباطأ سرعة دوران الأرض حول محورها. تشير القياسات المأخوذة من تجارب المدى القمري أن هذه المسافة الفاصلة بين الأرض والقمر تتزايد بما يقارب 38  مليمتر كل سنة.
بالإضافة إلى ذلك، يتعرض السطح القمري لمطالات مدية تصل إلى ~10 سنتمتر على مدى 27 يوماً، بمركبتين: إحداهما ثابتة بسبب الأرض، نتيجة لتزامنهما في الدوران، ومركبة متغيرة مصدرها الشمس. المركبة المستحثة بواسطة الأرض تنشأ بسبب ميسان القمر نتيجة التخالف المركزي لمداره؛ لو كان مدار القمر دائرياً تماماً لكانت هناك مركبة مدية شمسية فقط. يتسبب الميسان أيضاً بتغيير الزاوية التي يبدو بها وجه القمر، سامحاً برؤية حوالى 59% من سطحه من بالنسبة لمراقب من الأرض (لكن أيضا النصف فقط يمكن مشاهدته في أي لحظة زمنية).

## تاريخ الاستكشاف

### الدراسات المبكرة
كان القمر يسحر القدماء خاصة أنه كان أوضح أجرام السماء وأكبرها باستثناء الشمس التي تساويه بالحجم بالنسبة للمنظر من الأرض. وقد كان واضحا ومثيرا لدرجة أن الفلكيين القدماء بدؤوا برسم خرائط له. وكان مما أثار انتباههم تلك البقع الداكنة التي كانت تنتشر عليه، وقد توقعوا أنها بحار من لونها وأخذوا يسمونها بأسماء من ضمنها «محيط العواصف» و«بحر الأمطار». ولاحظوا أيضا تغير أطواره وأدركوا أنها ناتجة عن دورانه حول الأرض (كانوا يظنون أن جميع الأجرام تدور حول الأرض وليس القمر فقط)، وقد قاموا أيضا بتسمية أطواره. وقد سموا دورة القمر الواحدة بالشهر وكانوا يعرفون الوقت من الشهر بالطور الذي يدخله القمر.
بعض الحضارات قد ظنت أن القمر مرآة تعكس سطح الأرض وبحارها وتضاريسها. ولكن الفلاسفة اليونانيين ومن بعدهم العرب أدركوا أنه مجرد جرم سماوي وأدركوا أيضا أنه معتم ولكن يعكس ضوء الشمس، ولكنهم ظنوا أنه يشبه كوكب الأرض في طبيعته وذلك بشكل أساسي بسبب تلك البقع الداكنة التي ظنوها بحارا ومحيطات. عرف القمر باللغات السامية القديمة ومنها العربية باسم «سنين» ومنه اشتق اسم شبه جزيرة سيناء وجبل صنين في لبنان.
كانت دراسة القمر في البداية محدودة جدا بسبب الآلات البدائية لكن في عام 1609 تغير الحال تماما عند اختراع العالم الفلكي غاليليو غاليلي لأول تلسكوب في تاريخ البشرية. وقد كان القمر هو هدفه التالي بعد أن شاهد كوكب المشتري وأقماره. كان المنظر مختلفا كثيرا عن تصورات القدماء عندما شاهد غاليليو الجبال والفوهات على السطح الميت للقمر. حيث كان وعراً ومليئاً بالمرتفعات والمنخفضات ولا توجد مؤشرات تدل على وجود أية حياة عليه. قام غاليليو بتقدير ارتفاع الجبال على القمر وبدراسة تضاريسه، وقام أيضا برسم خرائط له خلال ثلاثة أسابيع تقريباً امتدت من 30 تشرين الأول (أكتوبر) إلى 18 تشرين الثاني (نوفمبر). واهتم بالبقع الداكنة المنتشرة عليه (البحار كما سماها القدماء)، وقد قام بالعديد من الدراسات على القمر وفحص تضاريسه وتوصل إلى أنها تتألف من أودية وسهول وجبال فقط. ولاحظ أن الأماكن الألمع من سطح القمر وعرة والجبال والأودية منتشرة فيها بينما المناطق الداكنة هي سهول منبسطة. وقد كان هو أول من كتب وصفا علميا للقمر وخصائصه. ولكنه لم يلبث أن حول اهتمامه إلى الشمس تاركا القمر للعلماء القادمين.

### الاستكشافات الأولى
بعد إطلاق الروس «سبوتنك-1»، أول قمر صناعي في تاريخ البشرية، بدؤوا يوجهون أنظارهم نحو الأجرام السماوية وعلى رأسها القمر. وفي عام 1959 وفي شهر شباط (فبراير) أطلق الروس مركبة الفضاء «لونا 1» التي كان من المفترض أن تهبط على القمر، لكنها فشلت في مهمتها وتحطمت، فقام الروس مرة أخرى في شهر أيلول (سبتمبر) يوم 12 من نفس العام بإطلاق المركبة الفضائية «لونا 2» (أو لونيك 2) إلى القمر وكانت تلك أول رحلة هبوط على جرم سماوي غير الأرض.
وفي اليوم التالي (13 أيلول) وفي الساعة العاشرة ودقيقتين و23 ثانية بدقة وصلت مركبة لونا 2 إلى القمر وهبطت على سطحه، ومن ضمن ما اُكتشف بواسطة هذه المركبة أن القمر لا يملك حقلا مغناطيسيا أو حزاما إشعاعيا مثل حزام فان آلن الإشعاعي حول الأرض. وفي اليوم الرابع من الشهر التالي (تشرين الأول أو أكتوبر) قام الروس بإطلاق المركبة «لونا 3» التي التقطت الصور الأولى للجانب البعيد من القمر المتعذرة رؤيته من الأرض. وفي أوائل سنة 1962 قرر الأمريكيون الدخول في سباق الوصول إلى القمر وأرسلوا المركبة «رينجر 3» لالتقاط بعض الصور من مدار القمر، لكنها أصيبت بأعطال وفشلت بمهمتها، فأرسلوا في يوم 23 من شهر نيسان (أبريل) من نفس العام مركبة «رينجر 4»، والتي هبطت على الجانب المظلم من القمر وكانت أول مهمة ناجحة للولايات المتحدة للهبوط على القمر وتوالت بعدها المسابير من كلا الطرفين.

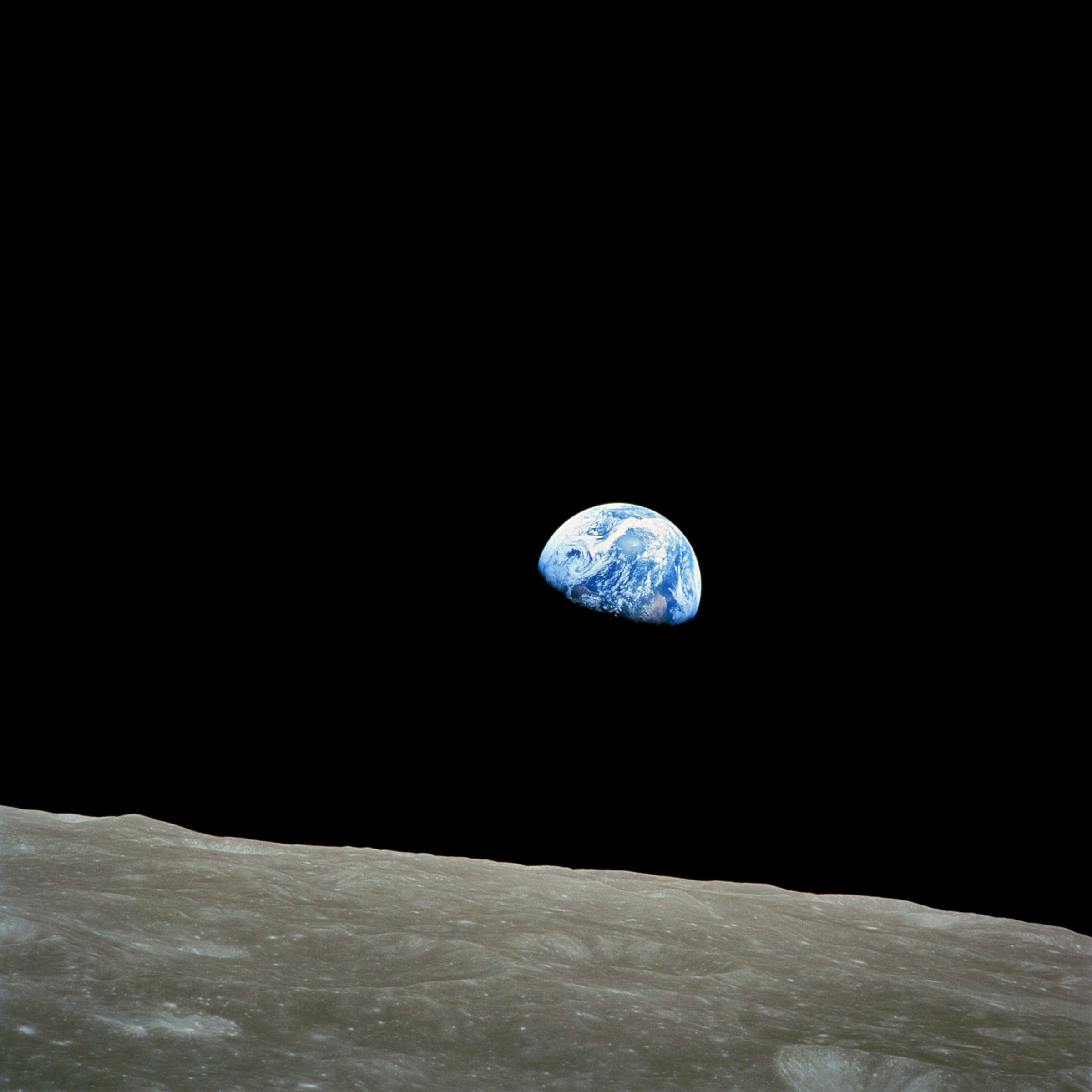
شروق الأرض على القمر كما بدا خلال رحلة أبولو 8 عام 1968. قارة أفريقيا تقع عند الخط المظلم حيث تغرب الشمس، وكلا الأمريكيتين مغطاتان بالسحب، أما القارة القطبية الجنوبية فهي عند النهاية اليُسرى للخط المظلم (الفاصل بين الليل والنهار).

#### رحلات الولايات المتحدة

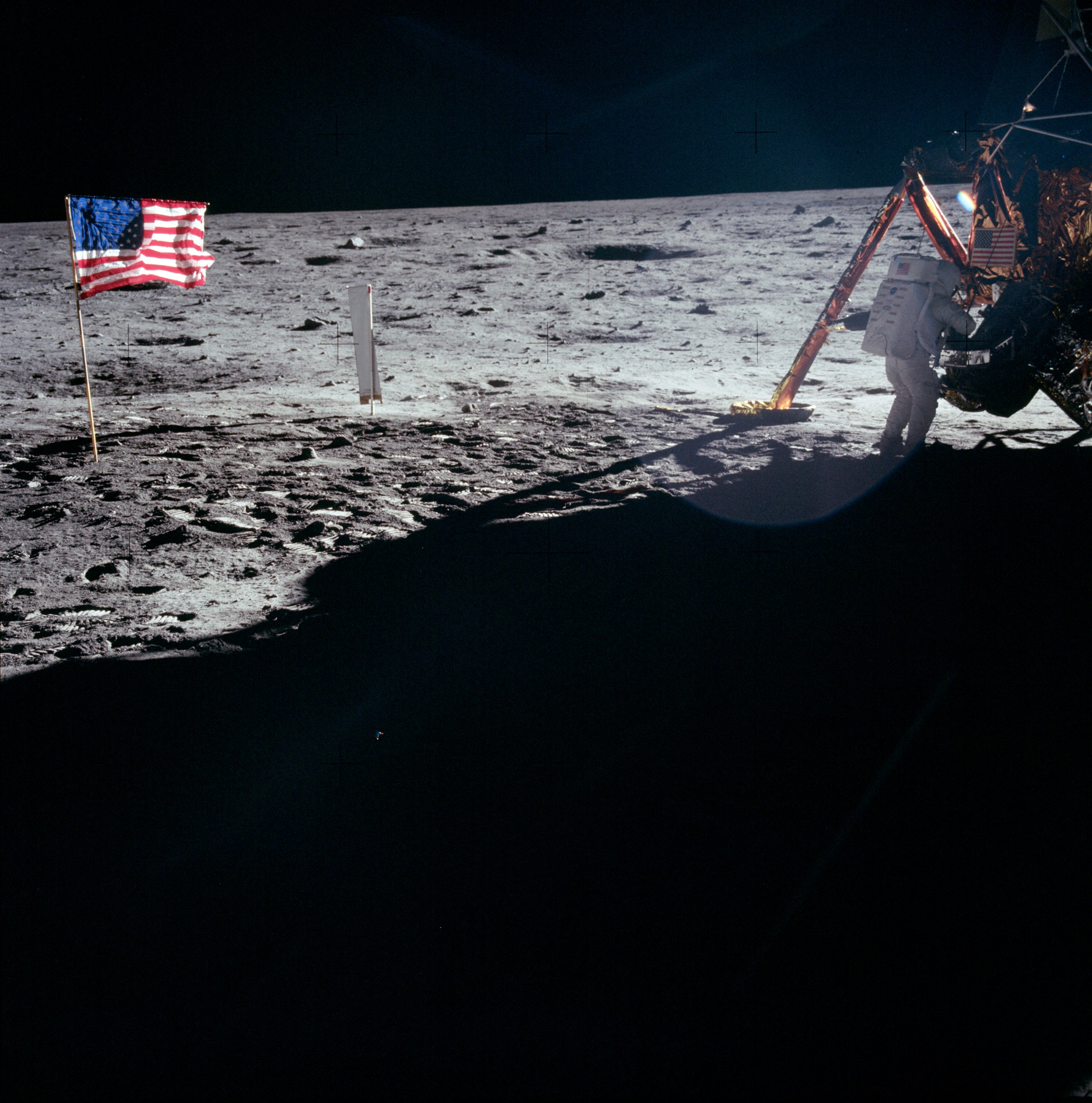
نيل أرمسترونغ والعلم الأمريكي

بدأ الاستكشاف الأمريكي للقمر بالرحلات الروبوتية التي هدفت إلى تطوير فهم سطح القمر للقيام في النهاية بهبوط بشريّ عليه: فقد قام برنامج سيرفيور لمختبر الدفع النفاث بإنزال مركبته الأولى بعد أربعة شهور من إنزال المركبة السوفييتية لونا 9. وقد تطور برنامج أبولو التابع لناسا بالتوازي مع ذلك البرنامج: فبعد سلسلة من التجارب البشرية وغير البشرية لمراكب أبولو في مدار الأرض، وفي عام 1968 قام برنامج أبولو بأول رحلة إلى مدار القمر. وفي عام 1969 حدث الهبوط الأول ذائع الصيت للبشر على القمر، والذي يَعتبره الكثيرون أوج سباق الفضاء. وأصبح نيل أرمسترونغ هو أول شخص يَخطو على القمر، فقد كان هو قائد رحلة أبولو 11 الأمريكية وكان هو أول من تطؤ قدمه القمر في الساعة 2:56 بالتوقيت العالمي يوم 21 يوليو/تموز عام 1969. عادت رحلات أبولو من 11 إلى 17 (باستثناء أبولو 13 التي فشلت في هبوطها المُخطط له على سطح القمر) بثلاثمائة واثنان وثمانون كيلوغراماً من التربة والصخور القمرية، قُسّمت إلى 2,196 عينة منفصلة. كان ما قد أتاح الهبوط الأمريكيّ على القمر والعودة منه هو دراسات تقنية جديرة بالاعتبار أنجزت خلال أوائل الستينيات، وذلك في مجالات تتضمن الكيمياء وهندسة البرمجيات وتقنيات إعادة دخول الغلاف الجوي.
أنزلت خلال رحلات أبولو حزم كبيرة من المعدات العلمية على سطح القمر. وذلك في محطات المعدات طويلة الأمد التي تضمنت مجسات لقياس تدفق الحرارة ومقاييس للزلازل والمغناطيسية أنزلت مع مراكب أبولو 12 و14 و15 و16 و17 في مواقع هبوطها. وقد انتهى الإرسال المباشر للمعلومات من هذه الأجهزة إلى الأرض في أواخر عام 1977 بسبب التكاليف المالية، لكن بما أن مصفوفات إعادة-العكس الخاصة بالليدار القمري للمحطة هي أدوات طويلة الأمد، فهي ما زالت تستخدم. يَتم الاتصال مع هذه المحطات من المحطات الأرضية عبر هذه الأداة بشكل روتيني وبدقة تبلغ بضعة سنتيمترات فقط، والمعلومات المُستمدة من هذه التجارب لا زالت تستخدم لتقدير حجم نواة القمر.

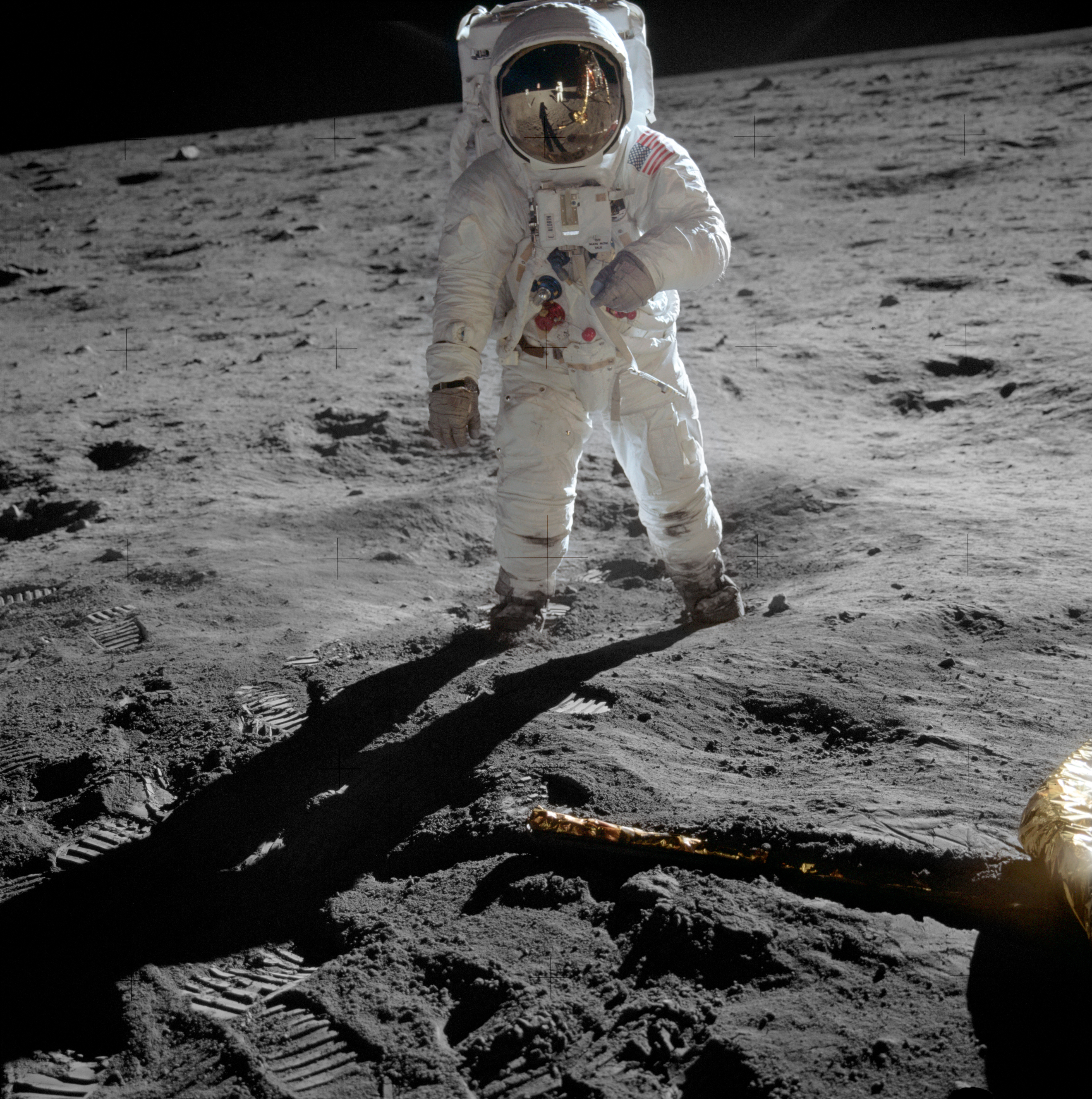
صورة لرائد الفضاء بز ألدرن التقطها له نيل أرمسترونغ خلال الهبوط الأول على القمر يوم 20 تموز (يوليو) عام 1969م.

### الاستكشافات منذ سنة 1990 إلى الآن
انخرطت العديد من الدول في برنامج الاستكشاف المباشر للقمر، فأرسلت اليابان سنة 1990 المركبة الفضائية هايتن ووضع في مدار قمري، وبذلك أصبحت اليابان ثالث دولة تنجح في وضع مركبة ضمن مدار القمر. وقد أطلقت المركبة مسبار أصغر يدعى هاغرومو ضمن المدار القمري، لكن الاتصال مع الأرض أخفق. أُطلق سنة 1994 المسبار كليمنتاين من قبل ناسا وبالتعاون مع وزراة الدفاع الأمريكية. استطاعت هذه المهمة بتحقيق أول تخطيط طبوغرافي قريب لسطح القمر، إضافة إلى النجاح في تحقيق أول صورة متعددة الطيف للقمر. تبعت هذه المهمة بمهمة لونار بروسبكتر سنة 1998 واستطاعت الأجهزة الملحقة بهذا المسبار من اكتشاف كميات من الهيدروجين في المنطقة القطبية، والذي يرجح أن يكون ناتج عن وجود جليد الماء في الأمتار الأولى من طبقة الحطام الصخري في منطقة الحفر ذات الظلام الدائم.
قامت وكالة الفضاء الأوروبية بإرسال المسبار سمارت وهو ثاني مسبار ذو محرك أيوني. تموضع في مدار القمر منذ 15 نوفمبر 2004 حتى اصطدامه بالقمر في 3 سبتمبر 2006. وقدم أول دراسة كيميائية عن تركيب عناصر القمر. كما قامت الصين بتأسيس برنامج استكشاف القمر الصيني وقد نجحت في وضع أول مسبار ضمن مدار القمر وهو شونغ'ء-1 في 5 نوفمبر 2007 وقد انتهت مهمته في 1 مارس 2008 عند اصطدامه بالقمر. وقد حصل خلال مهمته على صور كاملة لتخطيط سطح القمر. وضعت منظمة بحوث الفضاء اليابانية ما بين 4 أكتوبر 2007 و10 يونيو 2009 المسبار سيلين في مدار القمر. وهذا المسبار كان مزود بآلة تصوير فيديوية عالية الدقة، بالإضافة إلى قمرين صناعيين صغيرين لإرسال الإشارات الراديوية. ليحصل هذا المسبار على بيانات جيوفيزيائية، وأخذ أول صور متحركة عالية الدقة لسطح القمر.
أما أول مهمة لمنظمة بحوث الفضاء الهندية فكانت شاندرايان 1 والذي تموضع في مداره حول القمر في 8 نوفمبر 2008 حتى فقد الاتصال به في 27 أغسطس 2009، ليحصل على صور عالية الدقة لتضاريس القمر ودراسة معدنية التربة وكيميائيتها، كما تم التأكد بواسطته من وجود جزيئات الماء في التربة القمرية. ومن المقرر أن ترسل منظمة بحوث الفضاء الهندية المسبار شاندرايان 2 في سنة 2013 وسيضم هذا المسبار مع عربة فضائية روسية.

## القمر في الثقافة

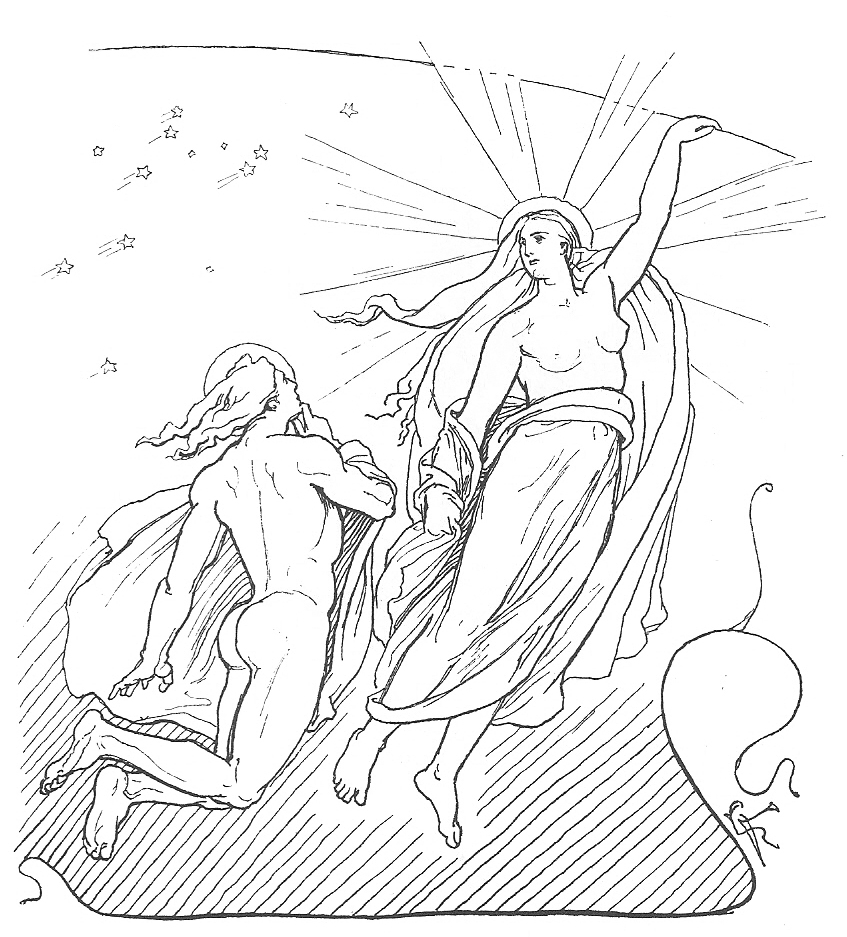
الإلهان ماني (على اليسار) وسونا (إلى اليمين)، تجسيد القمر والشمس في الميثولوجيا الإسكندنافية، كما تصفها لوحة لورنس فلوريش (1895).

إن مراحل القمر المنتظمة تخلق منه ميقاتاً مناسباً بدرجة كبيرة، كما أن أوقات شحوبه تجعله من أقدم أنواع التقويم. عصا الحساب، العظام المثلّمة التي تعود في قدمها إلى ما بين 20 و30,000 سنة مضت، يعتقد بأنها كانت علامات لأطوار القمر.
يعد الشهر ذي ~30- يوم تقريباً لدورة القمر. الاسم الإنكليزي شهر أو شهر بالعربية، وأسماءه الشقيقة بلغات جرمانية أخرى تعود جذورها من الجرمانية الأوليّة *mǣnṓth-، والتي لها علاقة باللفظ الجرماني الأولي السابق ذكره *mǣnōn، دلالة على تقويم قمري بين الشعوب الجرمانية - (التقويم الجرماني) قبل تبني التقويم الشمسي.
كشفت بعثات ألمانية، فرنسية، وبريطانية أثناء تنقيبها في اليمن عن معابد خاصة بآلهة القمر والشمس بمدينة مأرب، تعود للقرن الثامن، كان منها إله المقة، أو إله القمر وطبقاته، إلى جانب الكشف عن بعض المقابر الكهفية المجاورة للمعبد. أكدّت هذه البعثات أن معبد برآن شُيد أكثر من مرة ليصبح مجمعاً فخماً يتسع لإقامة الاحتفالات للمعبود السبأي (المقه) إله القمر عند اليمنيين القدماء، وظل على مدى عدة قرون قبل الميلاد متنسكاً يحج إليه الناس من كل مكان.
يرتبط مفهوم القمر بالعلاقات الإنسانية إلى حد كبير، فقد زعم قدماء الفلسفة مثل أرسطو وبليني الأكبر بأن البدر يتسبب في حماقة بعض الأفراد، معتقدين أن الدماغ، ولأنه يحتوي على كمية كبيرة من المياه، لابد أن يتأثر بالقمر وقوته المؤثرة في المد والجزر، مع أن جاذبية القمر صغيرة جداً ولا يظهر أثرها في البشر ولو بشكل انفرادي. حتى العصر الحاضر، يصر بعض الناس على أن الاعترافات، المستشفيات الأمراض النفسية، حوادث المرور، جرائم القتل والانتحار جميعها تكثر أوقات اكتمال القمر بالرغم من عدم وجود أي دليل علمي يدعم مثل هذه الإشاعات.

## الوضع القانوني
بالرغم من أن مراكب لونا قامت ببعثرة أعلام الاتحاد السوفييتي على سطح القمر، وقام رواد أبولو أيضاً ببعثرة أعلام الولايات المتحدة الأمريكية عليه، فإنه لا توجد أية دولة تدعي امتلاك أي جزء من سطح القمر. فكل من روسيا والولايات المتحدة هما عضوان في معاهدة الفضاء الخارجي لعام 1967، التي تدافع عن القمر وجميع الأجرام الفضائية الأخرى باعتبارها «ملكاً للجنس البشري بأكمله». تفرض هذه المعاهدة أيضاً استخدام القمر لأغراض سلمية فقط، فهي تمنع بشكل صريح إنزال أية معدات عسكرية أو أسلحة دمار شامل عليه. وقد عقدت أيضاً إتفاقية القمر عام 1979 لتقييد استغلال أية دولة لثروات القمر، لكن لم توقع على هذه الاتفاقية أي دولة من البلدان الغازية للفضاء. مع أن العديدين قاموا بادعاء امتلاك القمر سواء أجزاءً منه أو هو كله، فإنه لا تعتبر أي من هذه الادعاءات مقبولة أو قانونية.

## الملاحظات
1. ↑  التي تملك عدداً من الكويكبات المجاورة التي تدور في مدارات قريبة منها (Morais et al, 2002), إلا أن هذه الأجرام لا تُعد أقماراً حقيقية. طالع للمزيد من المعلومات مقالة أقمار أرضية أخرى.
2. ↑  توجد أربع عوامل رئيسية تؤثر عموماً على جيولوجيا الكواكب، وهي: البراكين والتعرية والحركة التكتونية والاصطدامات من الأجسام الفضائية الأخرى. ولكن القمر لا يَملك على سطحه ظروفاً تتيح وجود التعرية مثل الرياح والماء السائل وغيرها، ولا يُوجد ما يُشير إلى امتلاكه لصفائح تكتونية، لذا فتبقى ظاهرتا البراكين والاصطدامات فقط لتؤثرا على سطحه.

## وصلات خارجية
قراءات إضافية
- "استكشاف القمر". معهد العلوم القمرية والكواكبيّة. مؤرشف من الأصل في 2012-02-18. اطلع عليه بتاريخ 2007-04-12.
- "مقالات عن القمر". معهد بحوث واكتشاف الكواكب. مؤرشف من الأصل في 2020-05-19.
- جونز، إ.م. (2006). "تقرير مسبار أبولو عن سطح القمر". الناسا. مؤرشف من الأصل في 2020-04-09. اطلع عليه بتاريخ 2007-04-12.
- تيج، ك. (2006). "أرشيف مشروع أبولو". مؤرشف من الأصل في 2020-05-25. اطلع عليه بتاريخ 2007-04-12.
- كاين، فرايزر. "من أين أتى القمر؟". الكون اليوم. مؤرشف من الأصل في 2012-01-14. اطلع عليه بتاريخ 2008-04-01.
- "لماذا يتغير شكل القمر ؟". مؤرشف من الأصل في 2020-04-09.
- القمر خدمة بي بي سي العالمية، ديسكفري 2008
- حالة القمر اليوم خدمة لمتابعة حالة القمر أولاً باول باللغة العربية

خرائط
- "أطالس القمر". معهد الدرسات القمرية والكواكبيّة. مؤرشف من الأصل في 2020-04-09. اطلع عليه بتاريخ 2007-04-12.
- معجم تسميات الكواكب (USGS) قائمة الأسماء البارزة.
- آيشليمان، ر. "خرائط القمر". خرائط وروسومات لأسطح الكواكب. مؤرشف من الأصل في 2020-05-19. اطلع عليه بتاريخ 2007-04-12. خرائط ومناظر شاملة في مواقع هبوط أبولو.
- وكالة استكشاف الفضاء اليابانية (JAXA) صور تابعة لكاجيوا (سيلين).